# 金沢市営電気供給事業

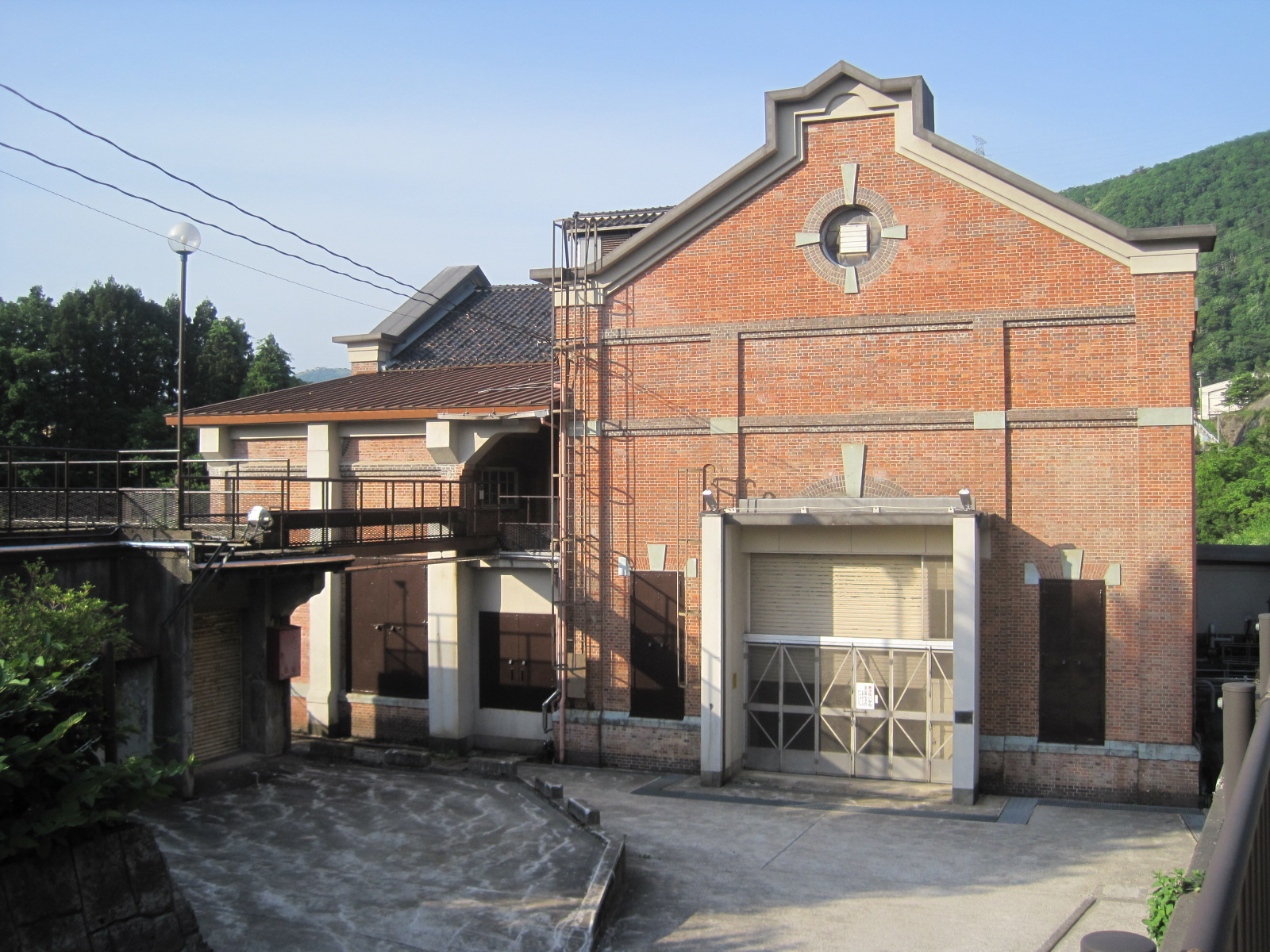
金沢市が運転していた発電所の一つ、現・北陸電力福岡第一発電所

金沢市営電気供給事業（かなざわしえいでんききょうきゅうじぎょう）は、大正から昭和戦前期にかけて石川県金沢市が経営していた公営電気供給事業である。北陸電力送配電管内にかつて存在した電気事業の一つ。
1921年（大正10年）に金沢市が民間の金沢電気瓦斯より市内における事業を買収したことで成立した。ガス供給事業および上水道事業（1932年以後）とともに金沢市電気水道局（水道局統合前は金沢市電気局）の所管であった。1942年（昭和17年）、配電統制令に基づき国策配電会社北陸配電へと電気供給事業を移管し、電気水道局も解散した。

## 沿革

### 金沢電気瓦斯の発展

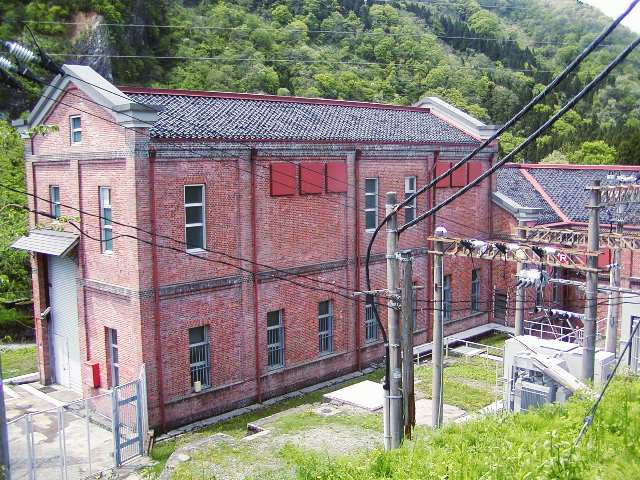
吉野第一発電所（2005年）

1893年（明治26年）9月、石川県より「金沢電灯」発起人らに対し電灯営業の認可が下りた。発起人は江戸時代から続く菓子商「森八」の当主12代森下八左衛門らで、犀川から取水する寺津用水での水力発電所建設を目指すが、日清戦争その他の影響で1894年（明治27年）9月に事業中止が決まった。その一方で、旧加賀藩の士族で殖産興業政策に積極的であった当時の金沢市長長谷川準也は市営による電気事業を企画、金沢電灯の発電所計画を踏襲して事業の具体化を進め、1895年（明治28年）7月には市債の起債と発電所市営建設を市会で議決させた。そして翌1896年（明治29年）7月、金沢市に対して市内を供給区域とする電気供給事業の経営が逓信省より認可されるに至った。
ところが金沢市営の電気供給事業計画も、日清戦争後の物価高騰で予算が膨張した結果資金調達の目途が立たなくなり、結局民間に事業を任せることになった。1897年（明治30年）11月、森下八左衛門ら「金沢電気」発起人への事業継承が認可される。しかし会社設立は1年ずれ込み、1898年（明治31年）11月にようやく金沢電気株式会社が設立をみた。2年後の1900年（明治33年）になって辰巳発電所が完成、同年6月25日金沢電気は開業した。
開業後の金沢電気の事業は次第に拡大し、電気事業以外にも金沢市内における都市ガスの供給事業を取得して1908年（明治41年）に金沢電気瓦斯へと改称、同年11月から兼営ガス供給事業を始めた。1911年（明治44年）には手取川にて福岡第一発電所が運転を開始する。その後も大戦景気下の需要急増にあわせて手取川水系にて福岡第二発電所・吉野第一発電所・市原発電所が完成している。1921年（大正10年）6月末の時点で、金沢電気瓦斯の供給区域は金沢市内のほか石川郡・河北郡・能美郡に広がり、県南部の小松電気・大聖寺川水電やさらには能登半島の能登電気にも送電していた。

### 市営電気供給事業の成立
上記のように金沢電気創業前に市営電気供給事業を計画していた金沢市は、飯尾次郎三郎市長（1919 - 1922年在任）の時代に再び市営事業を志し、1920年（大正9年）に飯尾と当時の金沢電気瓦斯社長小池靖一との間で交渉を持った。3月に発生した戦後恐慌を背景に小池が市営化交渉に応じたことから、飯尾は市会に「電気瓦斯事業市営調査会」を設置して調査・交渉に着手した。
金沢市側は、先に電気供給事業市営化が成立した神戸市の例を踏まえて直近3年間の平均配当額の20倍にあたる633万円を買収価格を掲示した。一方会社側は地方鉄道買収法に沿った、過去3年間の平均利益の20倍にあたる935万円での買収を主張し、交渉ははかどらなかった。その後早川千吉郎・前田利為・横山隆俊らの仲介により、買収価格を市の主張に沿ったものとするが、市から会社側へ7分利付き90円替えの市債を交付するということで妥協が成立、翌1921年5月27日買収契約締結に至った。同年6月14日、買収契約が市会と会社側の株主総会でそれぞれ可決される。また市営化が適当でない市外郡部地域の事業については市内電車を営む金沢電気軌道への売却が決まった。
上記手続きを経て、1921年10月1日に金沢電気瓦斯の事業は金沢市ならびに金沢電気軌道へと譲渡された。同時に金沢市営電気供給事業およびガス供給事業が成立する。金沢市では両事業の担当部局として「電気局」を開設、さらに買収資金とその後の資金調達のため額面金額939万4800円の市債を発行し、うち金沢電気瓦斯に663万3700円を交付した。市営化後、市では10月10日から15日にかけて「電気市営祝賀デー」と称する記念イベントを開催し、市内各地でイルミネーションや花火、パレード、花電車運転、飛行機の祝賀飛行などが行われた。
事業継承時、電灯供給は需要家数3万1608戸・9万6501灯、電力供給は電動機用電力2390.5馬力（1,783キロワット）・その他電力3,391.1キロワットであった。うち電力供給では、他の電気事業者、鶴来町営・向島電気・小松電気・大聖寺川水電・能登電気・金沢電気軌道・金石電気鉄道の7社への供給が確認できる。さらに市営化後ほどなくして、金沢・七尾間の送電線から分岐して穴水へ至る分岐線が完成、穴水で能登電気・能州電気への供給が始まった。

### 市営事業の動向：1920年代
初期の市営事業には、渇水期の供給力不足という問題が存在した。少雨や積雪のため河川流量が減少する毎年8月・1月になると、水力発電に依存することから発電量が低下し、電灯が暗くなったのである。市では貯水池改良など安定供給に努めたものの、火力発電所設置といった抜本的な対策はコスト面から不可能であった。
そこで金沢には、豊富な水力資源を擁する富山県側から電力を受け入れる体制の整備が進んだ。まず金沢紡績（大和紡績の前身）が新工場を建設するにあたり、富山県の中越水電が県境を超えて工場まで送電線を新設、1925年（大正14年）2月より送電を始めた。続いて1924年5月に日本電力と石川県内で電気事業を行う7社が連合して設立した北陸共同電気が、1925年8月に日本電力からの電力を金沢方面へと流す送電線を完成させた。この北陸共同電気の出現により電力不足は解消され、さらに小松電気など周辺電力会社への送電を北陸共同電気が肩代わりしたため市は市内供給に専念できるようになった。
営業面では、1926年（大正15年）6月13日、下堤町に電気局の電灯器具陳列販売所が開業した。建設費3000円を投じて整備されたこの施設では、電灯照明などの宣伝、器具・機械の販売、照明に関する相談が行われた。市営化以来、電気局では増灯・増燭の勧誘に努め、電熱利用の分野では電気アイロンの普及を図っていた。その結果、1929年（昭和4年）3月末時点における供給成績は、電灯需要家数3万6302戸・16万4972灯、電動機用電力3799.75馬力（2,833キロワット）・その他電力9,971.4キロワットへと増加している。

### 市営事業の動向：1930年代
需要増加に伴い、市では既設吉野第一発電所の放水を利用する吉野第二発電所の建設を立案、1927年（昭和2年）10月に起工し1930年（昭和5年）10月になって完成させた。総工費は45万7000円。出力は1,000キロワットで、非同期発電機やカプラン水車、自動式運転方法など当時の最新技術が取り入れられている。
続いて市原発電所の放水を常時吉野第一発電所へと流すという改良工事が1932年（昭和7年）6月に完成し、吉野第一発電所の出力が550キロワット増加した。また1939年（昭和14年）12月には福岡第一発電所の出力も1,360キロワット引き上げられており、これらにより市営発電所は計6か所・総出力1万3,190キロワットとなった。この間の1934年（昭和9年）7月11日、手取川大水害により、福岡第一発電所では床上浸水、福岡第二発電所は建屋全体が流出するという被害を受けた。水害の影響で市営発電所の総発電量は大きく落ち込むが、臨時受電を行い供給を継続した。
1939年度の段階で、キロワット時ベースの発電と受電の割合は3対1であった。受電量のうち多くを占めるのが石川電気からの受電である。同社は1935年7月に設立された高岡電灯（富山県）の傍系会社で、1937年（昭和12年）7月手取川に鶴来発電所（出力1,600キロワット）を建設、発生電力全部を市へ売電していた。それ以外では高岡電灯（北陸共同電気を合併）と日本海電気（中越水電を合併）からの受電が目立つ。
供給実績は1930年代を通じて着実に伸長した。電灯分野では洪水被災から3か月後の1934年10月に1か月にわたって増灯勧誘が大規模に実施され、1934年度に20万灯の大台を突破するに至った。1938年（昭和13年）3月末時点では電灯需要家数3万7709戸・取付灯数21万5275灯を数える。一方電力供給については、1940年（昭和15年）3月末時点で小口電力4,666キロワット、電熱その他1,592キロワット、大口電力1万5,725キロワットの合計2万1,983キロワットという規模に拡大した。最大の電力需要家はキロワット時ベースで大口供給の半分近くを占める日本電気冶金（後の日本電工）。それに金沢電気軌道・高岡電灯・小松電気の電気事業者3社が続いた。

### 配電統制に伴う市営事業の終焉
1930年代後半に浮上した電力国家管理政策により、1939年（昭和14年）4月、全国の事業者から主要電力設備の現物出資を受けて国策電力会社日本発送電が設立された。この段階では北陸地方を本拠とする電気事業者で日本発送電へと設備を出資した事業者は存在していない。また日本発送電は設立当初、主要水力発電所の発生電力を買い入れ、これを電気事業者に対し供給する、というのが主たる業務であったが、金沢市とは送受電の関係は生じていない。
続いて1940年代に入ると、日本発送電の体制強化と配電事業の統合・国家統制を目指す動きが生じる（第2次電力国家管理）。この動きに対して日本海電気の主導によって北陸地方単独での自主再編を目指す動きが急速に具体化され、1941年（昭和16年）3月には合併契約調印へと至った。合同に参加したのは日本海電気・高岡電灯・金沢電気軌道・小松電気・大聖寺川水電・越前電気の6社に各社の関係会社6社をあわせた合計12社。これは福井県の大部分に供給する京都電灯を含まないが、北陸3県の主たる民間事業者を網羅する。そして同年8月1日に12社合同が成立、新会社北陸合同電気株式会社が発足した。ただし金沢市は北陸の主要事業者であるが公営で事業形態が異なるため、この合同への参加を見送った。
北陸合同電気成立直後の1941年8月末、第2次電力国家管理の一環として国策配電会社による配電統合を盛り込む配電統制令が施行された。今度の配電統制は金沢市営事業も統合対象とするものであり、1941年9月6日、金沢市と北陸合同電気・京都電灯・日本電力の4事業者に対し配電統制令に基づく「北陸配電」の設立命令が交付された。金沢市が命令されたのは、水力発電所6か所、送電線17路線、変電所6か所、それに北陸配電の配電区域内にある配電設備・需要者屋内設備・営業設備の一切の北陸配電への出資である。
翌1942年（昭和17年）4月1日に富山・石川両県と福井県の若狭地方を除く地域を配電区域とする北陸配電が発足し、金沢市営電気供給事業は消滅した。これを受けて前日付で事業を所管した金沢市電気水道局は解散、局長以下多くの職員が北陸配電へと移籍していった。

### 戦後の復元運動

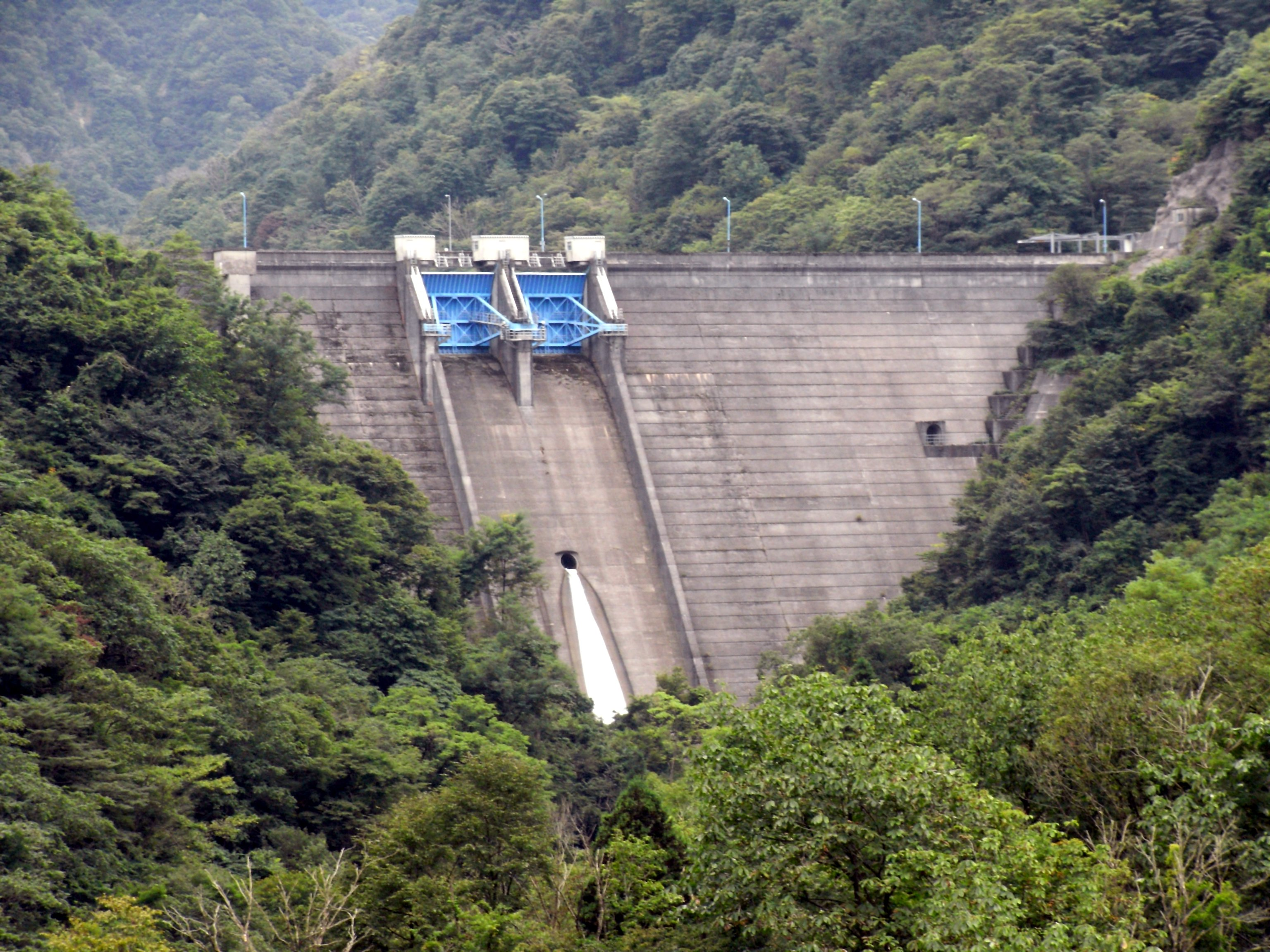
金沢市企業局上寺津発電所の取水元犀川ダム

太平洋戦争後、配電統制まで公営電気供給事業を経営していた東京都（旧東京市）・大阪市・京都市・神戸市などで配電事業を公営に復帰させるよう求める「公営電気事業復元運動」が始まった。金沢市においても1947年（昭和22年）10月市議会に電気事業特別委員会を設置し公営復元を目指して運動を始め、同年12月には陳情活動を行う「配電事業都市移管期成連絡委員会」へと加盟する。市単独では1950年（昭和25年）1月衆参両議長・通商産業大臣あてに請願書を提出、さらに電気事業再編成審議会に電気事業復元を依頼するなどの陳情活動を展開した。
1951年（昭和26年）5月、戦後の電気事業再編成に伴い北陸配電に代わって北陸電力が発足した。これに対し市は再編成の決定指令を変更するよう公益事業委員会に求めたが覆ることはなく、復元運動は具体的な成果が出なかった。1957年（昭和32年）7月になり、市は北陸電力に対し、これまでの復元運動の経過を説明するとともに事業復元に関する申し入れを行った。11月より北陸電力と金沢市の交渉が始まり、交渉の末、1962年（昭和37年）12月7日、北陸電力が金沢市の観光会館建設につき協力・寄付を行うという内容で協定書が取り交わされた。この合意により金沢市の電気事業復元問題は解決するに至った。
復元問題とは別に、金沢市では犀川における「犀川水系総合開発計画」の一部として市営発電所を再設置すると1959年（昭和34年）12月に決定した。その第一号となる上寺津発電所は1966年（昭和41年）1月に完成し、金沢市営の発電事業が始まった。

### 年表
- 1900年（明治33年）
  - 6月25日 - 金沢電気（後の金沢電気瓦斯）により金沢市における電気供給事業開業。
- 1921年（昭和10年）
  - 5月27日 - 金沢市、金沢電気瓦斯との間で事業買収契約を締結。
  - 6月14日 - 金沢市会にて買収契約承認。
  - 10月1日 - 金沢電気瓦斯の電気供給事業の一部を引き継ぎ金沢市営電気供給事業が開業。金沢市電気局設置。
- 1926年（大正15年）
  - 6月13日 - 下堤町に電気局電灯器具陳列販売所を開設。
- 1930年（昭和5年）
  - 10月8日 - 吉野第二発電所運転開始。
- 1932年（昭和7年）
  - 4月1日 - 電気局・水道局の統合で金沢市電気水道局発足。
- 1934年（昭和9年）
  - 7月11日 - 手取川の洪水で福岡第一・第二両発電所被災。
- 1941年（昭和16年）
  - 9月6日 - 逓信大臣より金沢市と北陸合同電気・京都電灯・日本電力に対し配電統制令に基づく北陸配電設立命令発令。
- 1942年（昭和17年）
  - 3月31日 - 金沢市電気局解散。
  - 4月1日 - 北陸配電発足。金沢市は供給事業設備を同社へ出資し、市営電気供給事業を廃業。
- 1951年（昭和26年）
  - 5月1日 - 電気事業再編成により北陸電力発足。金沢市における配電事業は同社に移管。
- 1962年（昭和37年）
  - 12月7日 - 金沢市と北陸電力の間で協定成立、戦後の公営電気事業復元問題解決。
- 1966年（昭和41年）
  - 1月29日 - 上寺津発電所運転開始により金沢市営発電事業開業。

## 供給区域
1937年（昭和12年）12月末時点における金沢市営電気供給事業の電灯・電力供給区域は、金沢市の一部ならびに石川郡戸板村の一部である。この時点で、金沢市は一部が金沢電気軌道・小松電気の供給区域にも含まれる。

### 変遷
市営事業成立前、1921年5月27日付で金沢市が金沢電気瓦斯との間に締結した事業買収契約によると、金沢市営事業に引き継がれた金沢電気瓦斯の供給区域は以下の通りであった。
- 金沢市全域（当時）
- 石川郡
  - 崎浦村
  - 野村（字平栗を除く）
  - 三馬村字有松・泉
  - 戸板村字向増泉
- 河北郡小坂村（字百坂・新保荒屋・福久・千木・今・金市新保・千田および字宮保のうち小字宮保出を除く）

1925年より金沢市域の拡張が始まり、まず石川郡野村・弓取村が金沢市へ編入された。うち弓取村は金沢電気軌道（旧金沢電気瓦斯）の供給区域である。次いで1935年石川郡富樫村・米丸村・鞍月村・潟津村・粟崎村・大野町、1936年石川郡崎浦村・三馬村および河北郡小坂村の順で金沢市に編入された。この拡張の直前の段階では、崎浦村全域と富樫村・三馬村・小坂村の各一部が市営事業、米丸・鞍月・潟津・粟崎・大野の各町村全域と富樫村・三馬村・小坂村の各一部が金沢電気軌道、小坂村の一部が小松電気の供給区域であった。

## 発電所一覧
戦前期における金沢市営発電所は以下の通り。
| 発電所名 | 種別 | 出力 (kW)    | 所在地・河川名                                            | 運転開始      | 備考                                          |
| -------- | ---- | ------------ | --------------------------------------------------------- | ------------- | --------------------------------------------- |
| 辰巳     | 水力 | 900          | 石川郡犀川村（現・金沢市） （河川名：犀川）               | （1900年6月） | 前所有者：金沢電気瓦斯 1969年4月廃止          |
| 市原     | 水力 | 709 →1,080   | 石川郡吉野谷村（現・白山市） （河川名：手取川水系瀬波川） | （1920年2月） | 前所有者：金沢電気瓦斯 現・北電市原発電所     |
| 吉野第一 | 水力 | 4,600 →5,150 | 石川郡吉野谷村（現・白山市） （河川名：手取川）           | （1921年3月） | 前所有者：金沢電気瓦斯 現・北電吉野第一発電所 |
| 吉野第二 | 水力 | 1,000        | 石川郡吉野谷村（現・白山市） （河川名：手取川）           | 1930年10月    | 現・北電吉野第二発電所                        |
| 福岡第一 | 水力 | 2,400 →3,760 | 石川郡河内村（現・白山市） （河川名：手取川）             | （1911年4月） | 前所有者：金沢電気瓦斯 現・北電福岡第一発電所 |
| 福岡第二 | 水力 | 1,300        | 石川郡河内村（現・白山市） （河川名：手取川水系直海谷川） | （1918年1月） | 前所有者：金沢電気瓦斯 1975年7月廃止          |

これらの発電所は1942年4月に北陸配電へと継承された。その後1951年5月の電気事業再編成にていずれも北陸電力に移管されている。